# Адамус
Адамус (на испански: Adamuz) е населено място и община в Испания. Намира се в провинция Кордоба, в състава на автономната област Андалусия. Общината влиза в състава на района (комарка) Алто Гуадалкивир. Заема площ от 334 km². Населението му е 4414 души (по преброяване от 2010 г.). Разстоянието до административния център на провинцията е 32 km.

## Климат
Адамус има типичен средиземноморски климат с много слънчеви дни и ниско количество валежи, които почти липсват през лятото.
Характерна за района е средиземноморската растителност.

## Демография
| 1996 | 1998 | 1999 | 2000 | 2001 | 2002 | 2003 | 2004 | 2005 | 2006 |
| ---- | ---- | ---- | ---- | ---- | ---- | ---- | ---- | ---- | ---- |
| 4466 | 4440 | 4453 | 4465 | 4451 | 4455 | 4423 | 4397 | 4443 | 4476 |